# Lophoptera illucidella
Lophoptera illucidella là một loài bướm đêm trong họ Noctuidae.